# WDDX
WDDX (англ. Web Distributed Data eXchange — обмен данными распределёнными во Всемирной паутине) — механизм обмена данными в гетерогенной среде, независящий от языка программирования, платформы и способа транспортировки. Представляет собой спецификацию определённого формата XML 1.0 DTD и имеет множество интерфейсов (библиотек) в большинстве современных языков программирования.
WDDX поддерживает примитивные типы данных, такие как целые и вещественные числа, строки и булевы значения, а также более сложные — структуры, множества и другие.
Формат был разработан в 1998 году Симеоном Симеоновым в фирме Allaire Corporation для использования с ColdFusion.

## Пример
```
<?xml version="1.0" encoding="UTF-8"?>

<wddxPacket
 
version=
'1.0'
>

  
<header
 
comment=
'PHP'
/>

  
<data>

    
<struct>

      
<var
 
name=
'pi'
>

        
<number>
3.1415926
</number>

      
</var>

      
<var
 
name=
'cities'
>

        
<array
 
length=
'3'
>

          
<string>
Москва
</string>

          
<string>
Киев
</string>

          
<string>
Минск
</string>

        
</array>

      
</var>

    
</struct>

  
</data>

</wddxPacket>

```